# Gavin Miller
 (décembre 2023).
Si vous disposez d'ouvrages ou d'articles de référence ou si vous connaissez des sites web de qualité traitant du thème abordé ici, merci de compléter l'article en donnant les références utiles à sa vérifiabilité et en les liant à la section « Notes et références ».
Pas d'image ? Cliquez ici

a Compétitions nationales et continentales officielles uniquement.

b Matchs officiels uniquement.
Gavin Miller, né le 4 janvier 1960 à Inverell (Australie), est un joueur australien de rugby à XIII dans les années 1970, 1980 et 1990.
Il fait des débuts en Championnat de Nouvelle-Galles du Sud à seulement 17 ans sous les couleurs de Western Suburbs avant de rejoindre en 1978 Eastern Suburbs. En 1980, il rejoint un autre club de Sydney - Cronulla - avant de revenir en 1984 à Eastern Suburbs. Cette même année, il décide de rejoindre le Championnat d'Angleterre en signant pour Hull KR, il le remporte en 1985 et y est nomme meilleur joueur en 1986. Il joue alors alternativement entre l'Australie à Cronulla et l'Angleterre à Hull KR. Il devient l'un des joueurs phares du Championnat de Nouvelle-Galles du Sud en y étant nomme meilleur joueur à deux reprises en 1988 et 1989.
Longtemps ignoré par l'équipe d'Australie, il décroche finalement deux sélections en 1988 lui permettant de disputer et de remporter la Coupe du monde en 1985-1988 avant de ne plus y être convoqué.

## Palmarès
- Collectif :
  - Vainqueur de la Coupe du monde : 1985-1988 (Australie).
  - Vainqueur du Championnat d'Angleterre : 1985 (Hull KR).
  - Finaliste de la Challenge Cup : 1986 (Hull KR).

- Individuel :
  - Meilleur joueur du Championnat de Nouvelle-Galles du Sud  : 1988 et 1989 (Cronulla).
  - Meilleur joueur du Championnat d'Angleterre : 1986 (Hull KR).